# Искусство коммуны
Искусство коммуны ― художественный журнал на русском языке, издававшийся отделом изобразительных искусств (ИЗО) Наркомпроса. В редакционный совет издания входили Осип Брик, Натан Альтман и Николай Пунин.  
Журнал выходил в период с 7 декабря 1918 года по 13 апреля 1919 года, всего было выпущено девятнадцать номеров. В каждом номере было от четырёх до шести страниц, стоимость составляла 50-70 копеек. В издании публиковались критические обзоры, новости искусства и анонсы выставок, конкурсы на памятники новым героям эпохи, а также стихи и очерки. 
Редакция журнала находилась в Петрограде. Журнал в своё время был одним из наиболее примечательных изданий, пропагандировавших взгляды русских футуристов на искусство. Вторым таким изданием была родственная газета «Искусство», которая также печаталась под эгидой отдела изобразительных искусств Наркомпроса, но уже в Москве. 

Об общей идейной направленности можно судить по следующей статье Осипа Брика в первом номере журнала: 
«Буржуазия превратила плоть в дух. Она преобразила материю в газообразное состояние. Вместо твёрдых тел ― идеологические испарения. Пролетариат восстанавливает плоть, материю, твёрдые тела в их праве. Для пролетариата идея ― ничто, если она не реализована, если она не находится на пути к реализации». 
На первых страницах журнала иногда помещались стихи Маяковского ― «поэтические передовицы».